# Oxford (Kansas)
Oxford è un comune degli Stati Uniti d'America, situato nello Stato del Kansas, nella contea di Sumner.